# Iavorivka, Drabiv
Iavorivka (în ucraineană Яворівка) este o comună în raionul Drabiv, regiunea Cerkasî, Ucraina, formată numai din satul de reședință.

## Demografie
Componența lingvistică a comunei Iavorivka
     Ucraineană (98,99%)
     Alte limbi (0,78%)
Conform recensământului din 2001, majoritatea populației comunei Iavorivka era vorbitoare de ucraineană (98,99%), existând în minoritate și vorbitori de alte limbi.